# Paul Lockhart
Pour les articles homonymes, voir Lockhart.
Paul Scott "Paco" Lockhart est un astronaute américain né le 28 avril 1956.

## Vols réalisés
Il pilote deux missions en direction de la station spatiale internationale, toutes deux en 2002 : STS-111 et STS-113.